# School boys
「school boys」（スクール ボーイズ）は、YAMOTOの2作目のシングル。2006年5月25日にフロンティアワークスから発売された。

## 概要
- 前作「楽園の扉」から約3年ぶりのリリース。
- 表題曲の「school boys」は、テレビアニメ『学園ヘヴン』の主題歌である。
- CDジャケットには、伊藤啓太、遠藤和希、丹羽哲也、西園寺郁、中嶋英明、七条臣が描かれている。

## 収録曲
1. school boys
作詞：東川遥、作曲・編曲：西岡和哉
  - テレビアニメ『学園ヘヴン』オープニングテーマ
2. 帰り道
作詞：東川遥、作曲・編曲：西岡和哉
3. school boys（Original Karaoke）
4. 帰り道（Original Karaoke）